# شقراق حبشي
شقراق حبشي (الاسم العلمي:Coracias abyssinicus) (بالإنجليزية: Abyssinian Roller)‏ هي نوع من الطيور يتبع جنس الشقراق من فصيلة الشقراقية.